# Франжоли, Дмитрий Афанасьевич
Дми́трий Афана́сьевич Франжо́ли (или Франжоли́) (1863, Херсон — 1932) — русский политический ссыльный, железнодорожник. Младший брат Андрея, Тимофея и Николая Франжоли. По причине политической неблагонадёжности в 1879 году был сослан в Вятскую губернию. В 1890 году отбывал одиночное заключение в Казанской тюрьме за хранение стихотворений противоправительственного содержания.

## Биография

### Детство и юность
Дмитрий Франжоли родился в 1863 году в Херсоне в семье Афанасия Дмитриевича и Елизаветы Ивановны Франжоли. Отец числился австрийским подданным, был приписан к купеческому сословию и имел небольшую табачную лавку. Дмитрий был самым младшим из семи детей: братьев Андрея, Тимофея и Николая, а также сестёр Евгении (в замужестве Болотниковой), Анны (в замужестве Мамаенко) и Ольги (в замужестве Левченко).
Дмитрий жил в Херсоне с отцом и матерью, но после смерти отца, в 1874 году, переехал в село Веркиевка Нежинского уезда (ныне Вертиевка Нежинского района Черниговской области), где неподалёку от Нежина жила его замужняя сестра Евгения Болотникова, вышедшая замуж за инженера-технолога И. Н. Болотникова. В Нежинской тюрьме содержался под стражей брат Андрей, Евгения Болотникова, по всей вероятности, помогала заключённому в сообщении с внешним миром. Иван Болотников, как и Андрей Франжоли, работал фармацевтом. А. А. Франжоли, И. Н. Болотников и Е. А. Болотникова в своё время входили  в Херсоне в кружок революционно-настроенной молодёжи С. Л. Чудновского. Андрей участвовал в «хождении в народ», по этой причине был задержан полицией и находился под следствием. Дмитрий прожил с сестрой и зятем около года. В 1877 году он поступил в Рославльское техническое железнодорожное училище в Смоленской губернии, но бросил учёбу в феврале 1879 года.
Весной 1879 года старшие братья Тимофей и Николай попали в поле зрения херсонской полиции. По жандармским сведениям, они были замечены «в желании устраивать тайные беседы и заподозрены в сочувствии соц[иально]-революционным идеям». Андрей к тому времени был осуждён в С.-Петербурге по делу 193-х народников и находился в ссылке в Вологодской губернии. Младшие братья переписывались со старшим и оказывали ему поддержку. Влияние Андрея на младших братьев было замечено полицией; всё это, а также сумма других неизвестных факторов привели к тому, что братья попали в жандармский список лиц, чьё пребывание в Херсонской губернии было признано вредным. Херсонский губернатор А. С. Эрдели представил список временному одесскому генерал-губернатору Э. И. Тотлебену 16 мая, а 31 мая 1879 года Тимофей и Николай были арестованы.
Дмитрий приехал в Херсон в июне и начал заниматься торговлей. В июле по распоряжению Э. И. Тотлебена он также был арестован. Ко времени ареста ему исполнилось шестнадцать лет. Полиция инкриминировала Д. А. Франжоли политическую неблагонадёжность всей семьи и сочувствие революционному движению. Первоначально Э. И. Тотлебен не намеревался ссылать опальных братьев во внутренние губернии России, а предполагал отправить их за пределы государства, поскольку «именующие себя австрийскими подданными» настаивали на том, что к иностранным гражданам не могут быть применимы законы Российской империи. Однако в ходе следствия выяснилось, что у всех троих не было никаких документов, подтверждающих их австро-венгерское подданство. В частности, у Дмитрия не было ничего, кроме метрического свидетельства одной из херсонских церквей, следовательно, братья не могли доказать, к какому именно сословию в Австро-Венгрии они принадлежали. К тому же генеральный консул Австро-Венгрии в Одессе заявил, что не сможет оказать содействие к принятию братьев на границе с Австро-Венгерской империей.
Дмитрий был доставлен из Херсона в Одессу 4 августа и ждал решения по своему делу, в то время как незадолго до этого брат Николай, наоборот, был возвращён из Одессы в Херсон. Его подозревали в участии в ограблении Херсонского казначейства. Пока тянулось следствие по этому делу, задержалась отправка в ссылку и Дмитрия, и брата Тимофея. Их также проверяли на сопричастность к совершению подкопа под Херсонское казначейство. Но поскольку прямых улик не нашлось, 4 сентября 1879 года временный одесский генерал-губернатор отдал приказ выслать Тимофея и Дмитрия в распоряжение московского обер-полицмейстера А. А. Козлова для отправки неблагонадёжных братьев в Вятскую губернию. 8 сентября 1879 года оба брата отдельными конвоями были отправлены в Вятку под гласный надзор полиции.

### Вятская ссылка
17 сентября Дмитрий прибыл в Вятку, а с 30 сентября 1879 года поселился в городе Нолинск, определённый ему местной администрацией в качестве места ссылки. Тимофея поселили в Котельниче. Находясь в ссылке, братья вели оживлённую переписку. Андрей писал Тимофею и Николаю из вологодской ссылки в Херсон. Позднее Тимофей писал из вятской ссылки Николаю в Одессу. Андрей писал и Дмитрию, но его письмо в вятскую ссылку, изобилующее «разными резкими выражениями», было изъято жандармами при досмотре.
Положение братьев в ссылке отличалось тем, что Тимофей прибыл в Вятскую губернию с семьёй: женой и новорождённой дочерью. Кроме этого, старший брат имел профессию пекаря и быстро нашёл себе работу в Котельниче. Уже год спустя он сумел добиться перевода в губернскую Вятку. Дмитрий оставался в Нолинске в одиночестве, хотя там его навещала жена Тимофея — Мария Анисимовна, не привлекавшаяся к дознаниям по политическим процессам и формально свободная от административных ограничений. Профессией Дмитрий никакой не владел и средствами к существованию не обладал, поэтому он несколько раз вынужден был обращаться к вятскому губернатору за выдачей казённого пособия. В результате он начал получать годовое пособие и пособие на обмундирование.
Спустя два года ссылки им, возможно, по сообщениям надзирателей, срок ссылки был продлён ещё на три года. Полицейские исправники докладывали о продолжающейся политической неблагонадёжности Тимофея и Дмитрия Франжоли. В большей степени это относилось к младшему брату, его неблагонадёжность отмечалась в 1880 и 1884 году, в 1882 году жандармы отметили факт нетрезвого поведения Дмитрия. Нолинский ссыльный неоднократно обращался в канцелярию губернатора с просьбой перевести его из Нолинска в Вятку, к старшему брату, который к этому времени уже владел собственным кондитерским производством, но всякий раз получал отказ. Сомнения полиции касались и литературы, присылаемой Дмитрию в ссылку: «История цивилизации в Англии» Генри Бокля, сочинения революционера-демократа Н. В. Шелгунова, историка А. П. Щапова. Дмитрий ведёт более беспокойный образ жизни, нежели брат Тимофей, интересы которого определялись преимущественно семейными заботами о собственной кондитерской и о многочисленных детях, которые один за другим начали рождаться в ссылке в семье Тимофея и Марии.
Наконец, Дмитрий получил желанный перевод в Вятку в 1882 году, однако не остановился на этом и вскоре ходатайствовал о новом переводе в г. Слободской, но вновь получил отказ. 9 сентября 1884 года истёк срок ссылки для Тимофея и Дмитрия. Отныне они подлежали негласному надзору полиции. Теперь братьям было необходимо выбрать между принятием русского и австрийского подданств. Тимофей принял решение остаться в Вятке, где у него развивалась кондитерская фабрика. Он принял русское подданство, десять лет спустя купил собственный дом в центре Вятки, стал гласным местной думы и ремесленным городским головой Вятки, никогда более не покидая выбранного места.

### Пермь, Челябинск, Уфа, Казань и Иркутск
Дмитрий последовал примеру брата, принял русское подданство, 19 сентября женился в Вятке на девице Александре Чеблаковой, но 25 сентября 1884 года, пять лет спустя после начала ссылки, навсегда покинул Вятку, отплыв на пароходе вместе с молодой женой в Пермь. В 1884—1885 годах Дмитрий жил в Перми, приписался к местному мещанскому обществу, затем был служащим в торговом предприятии Уральской железной дороги. После этого, по примеру брата Тимофея, попробовал себя в качестве пермского булочника, но и собственное дело ему пришлось вскоре оставить — оседлая жизнь была не в его натуре.
Всю оставшуюся жизнь Дмитрий Афанасьевич Франжоли посвятил российским железным дорогам, поскольку имел начатки железнодорожного образования, полученные им ещё в Рославльском техническом железнодорожном училище. Сначала он работал на Самаро-Уфимской, а впоследствии на Западно-Сибирской железных дорогах. В мае 1886 года он прибыл на постройку Самаро-Уфимской железной дороги. Здесь он работал машинистом. География его поездок широка: Пермь, Уфа, Казань, Челябинск, Иркутск. В Иркутской губернии в его семье в 1890 году родился сын Евгений.
Но ещё до этого, в 1889 году, в Уфе Дмитрий был задержан полицией. Поводом к задержанию послужило дознание Рязанского жандармского управления по поводу показаний крестьянина П. Ананьева. Дознание возникло в связи со сведениями Ананьева о том, что когда тот в 1884—1885 гг. был учеником Пермского технического железнодорожного училища, то получал от Дмитрия Франжоли запрещённые газеты и книги. Франжоли же, по словам П. Ананьева, получал нелегальную литературу от некоего Данько. Так возникло «дело Данько». Дмитрий был обыскан в конце декабря 1889 года и задержан ввиду нахождения у него стихотворений противоправительственного содержания. По высочайшему повелению дело о Дмитрии Франжоли 7 сентября 1890 года было разрешено в административном порядке. Месячный срок одиночного заключения он вынужден был отбывать в Казанской тюрьме. С 29 сентября по 29 октября он находился в заключении.
После освобождения Дмитрий Афанасьевич был подчинён негласному надзору в Уфе, от которого по циркуляру Департамента полиции был освобождён лишь 12 марта 1903 года. Все эти годы он продолжал работать машинистом поездов, выбрав основным местом проживания Челябинск. 25 ноября 1895 года в этом городе у него родилась дочь Евгения. В 1913 году она училась в фельдшерско-акушерской школе Иркутска. Впоследствии Женя вышла замуж за Павла Нефёдова и жила в Ленинграде, была блокадницей. До войны она переписывалась с известным народником, а впоследствии с почётным академиком АН СССР Николаем Александровичем Морозовым-шлиссельбуржцем. Целью её переписки было получение пенсии в качестве дочери бывшего политзаключённого Дмитрия Франжоли и племянницы Андрея Франжоли, поскольку Н. А. Морозов лично знал Андрея Афанасьевича и был автором статьи «Андрей Франжоли» в журнале «Былое» в 1907 году.  Впрочем желание получать персональную пенсию так и осталось неосуществлённым.
Сын Евгений Дмитриевич Франжоли во время Гражданской войны служил военным чиновником в войсках Восточного фронта Русской армии. Войсками Красной армии он был взят в плен и осенью 1921 года находился на особом учёте в городском военном комиссариате Семипалатинска. Его мать Александра Кирилловна Франжоли умерла в 1925 году, а сам Дмитрий Афанасьевич дожил до 1932 года. В Челябинске до войны неподалёку от железнодорожного вокзала и напротив пожарной каланчи существовал двухэтажный полукаменный дом, принадлежавший Дмитрию Франжоли.